# Haematopota minuscularia
Haematopota minuscularia är en tvåvingeart som beskrevs av Austen 1920. Haematopota minuscularia ingår i släktet Haematopota och familjen bromsar.
Artens utbredningsområde är Jordan. Inga underarter finns listade i Catalogue of Life.